# Souldern
Souldern – wieś w Anglii, w hrabstwie Oxfordshire, w dystrykcie Cherwell. Leży 26 km na północ od Oksfordu i 93 km na północny zachód od Londynu. W 2001 miejscowość liczyła 362 mieszkańców.